# NGC 72
NGC 72 là một thiên hà xoắn ốc có thanh chắn được ước tính cách hệ Mặt Trời khoảng 320 triệu năm ánh sáng, trong chòm sao Tiên Nữ. Nó được R. J. Mitchell phát hiện vào năm 1855 và cấp sao của nó là 13,5.